# Tanja Žakelj
Tanja Žakelj (Kranj, 15 september 1988) is een Sloveens mountainbikester. Ze vertegenwoordigde haar vaderland bij de Olympische Spelen van 2012 in Londen. Daar eindigde ze als tiende in de olympische mountainbikerace, op ruim drie minuten van winnares Julie Bresset uit Frankrijk.

## Erelijst

### Cross Country
| Seizoen | Wereldbeker                            | Kampioenschappen | Overige                              | Totaal aantal zeges |
| ------- | -------------------------------------- | ---------------- | ------------------------------------ | ------------------- |
| 2011    |                                        |                  |                                      | 0                   |
| 2012    |                                        |                  | Gazipasa, Finike, Arnavutköy         | 3                   |
| 2013    | Nové Město, Val di Sole eindklassement | EK               | Premantura, Alpago, Gorizia, Samobor | 7                   |

### Jeugd
- WK 2008
- EK: 2006